# The Kid Laroi
Charlton Kenneth Jeffrey Howard (Waterloo, Nova Gales do Sul, 17 de agosto de 2003), profissionalmente conhecido como Kid Laroi (estilizado como The Kid LAROI.), é um rapper, cantor e compositor australiano, se tornou conhecido pelo seus hit "Without You", "So Done" e "Stay (com participação de Justin Bieber)" também pelo seu álbum "F*ck Love", número #3 na Billboard 200, número #1 na Austrália top 10 no Reino Unido. O artista é contratado da gravadora Columbia Records e em 2020 foi indicado ao Europe Music Awards e Aria Music Awards.
The Kid LAROI foi orientado pelo falecido rapper Juice WRLD em 2018 e 2019, que reuniu um pequeno grupo de seguidores antes de se tornar famoso.
Em 2020, ele lançou sua primeira mixtape comercial, F*CK LOVE.

## Vida e carreira
Laroi começou sua carreira na música em 2015. Na época, usava o nome Charlton. Em 2018, lançou seu primeiro EP chamado "14 With a Dream". Assinou, em 2019, contrato com a gravadora Columbia Records, no mesmo ano ele abriu shows do rapper Juice Wrld na Austrália e recebeu ajuda do artista. Em junho de 2020, ele lançou a faixa "Go" em parceria com o rapper Juice Wrld. Em julho ele lançou seu álbum  "F*ck Love" e em outro lançou a versão deluxe do trabalho. O disco fez grande sucesso, chegando ao topo da parada de álbuns da Austrália, a terceira posição da parada dos Estados Unidos Billboard 200 e ao top 10 da Uk Album Chart.
Um de seus maiores hits é a faixa "Without You", que virou um dos virais no TikTok, ela foi número 1 na parada da Noruega, número 2 na parada da Austrália e na parada do Reino Unido e Top 50 na parada americana Billboard Hot 100. Em março de 2021, Kid Laroi colaborou com faixa Unstable no álbum Justice de Justin Bieber No dia 26 de fevereiro. Em 9 de julho, lançou a música "Stay", com a colaboração de Justin Bieber para o seu novo álbum F*ck Love 3.

## Discografia

### Álbuns
| Álbum           | Detalhes                                                                                 |
| --------------- | ---------------------------------------------------------------------------------------- |
| 14 With a Dream | - Lançamento: 2019 - Formatos: EP, download digital, streaming - Gravadora: Independente |
| F*ck Love       | - Lançamento: 2020 - Formatos: Álbum - Gravadora: Columbia Records                       |

## Prêmios e Indicações
| Prêmio                  | Ano  | Trabalho indicado | Categoria                  | Resulto  |  |
| ----------------------- | ---- | ----------------- | -------------------------- | -------- |  |
| ARIA Music Awards       | 2020 | The Kid Laroi     | Best Male Artist           | Indicado |  |
| ARIA Music Awards       | 2020 | F*ck Love         | Breakthrough Artist        | Indicado |  |
| ARIA Music Awards       | 2020 | F*ck Love         | Best Hip Hop Release       | Indicado |  |
| J Awards                | 2020 | F*ck Love         | Álbum Australiano do Ano   | Indicado |  |
| MTV Europe Music Awards | 2020 | The Kid Laroi     | Melhor Artista Australiano | Indicado |  |